# اولکساندر لیاشکو
اولکساندر لیاشکو (اوکراینی: Олександр Павлович Ляшко؛ ۱۲ ژانویهٔ ۱۹۱۶ – ۹ اکتبر ۲۰۰۲) سیاست‌مدار اهل اتحاد جماهیر شوروی بود. وی از ۹ ژوئن ۱۹۷۲ تا ۱۰ ژوئیه ۱۹۸۷ نخست‌وزیر جمهوری اوکراین شوروی بود.
اولکساندر لیاشکو در ۹ اکتبر ۲۰۰۲، در سن ۸۶ سالگی درگذشت.
وی همچنین برندهٔ جوایزی همچون نشان لنین، قهرمان کار سوسیالیست، و نشان پرچم سرخ کار شده‌است.